# Château de Souzy-la-Briche
Pour les articles homonymes, voir Briche.
Le château et domaine de Souzy-la Briche est une résidence de villégiature de la République française. Elle est située dans la commune française de Souzy-la-Briche, dans le département de l'Essonne et la région Île-de-France. Anciennement affecté au président de la République, il est mis en 2007 à l'usage du Premier ministre français. 

## Situation
| \| Localisation du château de Souzy-la-Briche dans l'Essonne. · Château de Souzy-la-Briche \| Localisation du château de Souzy-la-Briche dans l'Essonne. |
| Localisation du château de Souzy-la-Briche dans l'Essonne. · Château de Souzy-la-Briche                                                                  |

Le domaine est situé en bordure du village de Souzy-la-Briche avec une entrée principale entre la Grande rue et la rue des Roches. Ce village se situe dans la région du Hurepoix, à 39 km au sud-ouest de Paris, entre Étampes et Arpajon.

## Histoire
Manoir construit sous la Restauration entre 1815 et 1830, il est acquis par le banquier Jean-Jacques Simon (ancien maire de la commune de 1927 à 1939) et sa femme Renée qui passent plusieurs dizaines d'années à le rénover.
C'est la plus récente résidence présidentielle puisqu'elle a été léguée en héritage en 1972 par les époux Simon à l'usage du Premier ministre, à charge pour l'État d'entretenir leurs sépultures et d'affecter le lieu « à la plus haute autorité de l'exécutif ».
Initialement, les époux Simon souhaitaient que la demeure soit attribuée au Premier ministre ; de nouvelles dispositions testamentaires en 1972, acceptées par l'État en 1974, indiquent que la demeure doit être affectée au président de la République. Il est également précisé dans le testament que « au cas où l'unité politique de l'Europe se ferait sous la forme d'une confédération ou fédération d'États dont le siège central se tiendrait à Paris, il nous paraîtrait désirable que le Domaine Simon soit alors mis à la disposition des États-Unis d'Europe, aux mêmes conditions et souhaits que ceux exprimés aux actes de donation ». Les deux anciens propriétaires sont inhumés dans la chapelle avec leur chien, un griffon nommé « Poppy ».
C'est aussi l'une des plus secrètes. Elle n'a été ouverte au public qu'une fois lors des journées européennes du patrimoine en 1995, et uniquement aux habitants de la commune de Souzy-la-Briche.
À l'usage de la présidence de la République depuis 1972, elle sert aussi à héberger des chefs d’État ou des hautes personnalités étrangères lors de leurs visites privées en France.
Valéry Giscard d'Estaing, président de la République entre 1974 et 1981 vient une seule fois au château de Souzy-la-Briche.
À partir de 1981, François Mitterrand vient y passer secrètement des week-ends avec Anne Pingeot et leur fille commune Mazarine, alors inconnues du grand public,. Il y fait faire en 1982 près de 2,5 millions de francs de travaux de restauration et d'aménagements. Un terrain de tennis est construit pour 200 000 francs, ainsi qu'un parcours hippique en 1989 pour 660 000 francs. 
Jacques Chirac, élu président en 1995, n'utilise pas le château pendant son premier mandat, lequel sert à héberger des chefs d'État étrangers en convalescence. À partir de 2002, sa femme et surtout sa fille Claude séjournent régulièrement dans le domaine.
Nicolas Sarkozy choisit en mai 2007 d'utiliser la résidence de la Lanterne à Versailles, traditionnellement affectée au Premier ministre. François Fillon se voit donc mettre à disposition, en compensation, le domaine de Souzy-la-Briche, mais il ne l'utilise pas (il n'y est allé qu'une seule fois). Ainsi, dans le cadre d'une réduction des dépenses de la présidence, l'administration élyséenne aurait souhaité vendre le château ; face à l'impossibilité juridique de le faire (les conditions du legs l'en empêchent), elle a cherché à le louer à partir de la fin de l'année 2008. En effet en 2008, la Cour des Comptes souligne son coût élevé au regard de sa faible utilisation : 233 000 euros par an, principalement dus aux 4 employés permanents.
En 2012, François Hollande, suivant son prédécesseur, conserve la Lanterne, la rattachant même officiellement à la présidence de la République. En 2013, le Premier ministre Jean-Marc Ayrault a fait remeubler et remettre en état le château de Souzy pour y passer des week-ends avec sa femme.
Manuel Valls, Édouard Philippe puis Jean Castex s’y rendent régulièrement.

## Architecture et domaine
Le domaine comprend une maison de maître construite sous la Restauration, une chapelle datant du XIIIe siècle de style gothique au milieu d'un grand bassin, une roseraie, une maison de gardien, une remise, des écuries, un canal de 250 mètres de long et un grand parc aménagé. Le domaine comprend aussi deux fermes et environ 280 hectares de terres, composées pour les deux-tiers de bois et pour un tiers de pâturage.
La maison est à deux étages dont un en comble.